# Хельгі Томассон
Хельгі Томассон (нар. 8 жовтня 1942) — ісландський художній керівник і головний балетмейстер Балету Сан-Франциско, колишній професійний артист балету. З того часу, як він став на чолі Балету Сан-Франциско шанована регіональна трупа стала однією з найбільших світових труп класичного балету.

## Раннє життя
Томассон народився у Вестманнаейярі, Ісландія, у родині Томаса Бергура Сноррасона та Дагмар Гельгадоуттір. Він почав навчання балету у Рейк'явіку з місцевим учителем, а потім вступив до школи-філії Національного театру, якою на той час керували Ерік і Ліза Бідстеди. Його молодший зведений брат, Ґуджон Інґі Гаукссон, — графічний дизайнер.

## Кар'єра
Професійна танцювальна кар'єра Томассона почалася у 15 років у Театрі пантоміми у Парку Тіволі у Копенгагені. У 17 років він познайомився з хореографом Джеромом Роббінсом, який допоміг Томассону отримати стипендію на навчання у Школі американського балету у Нью-Йорку.
Томассон приєднався до Балету Джоффрі, де познайомився зі своєю майбутньою дружиною, танцівницею Марлен. Через два роки він приєднався до Балету Гаркнесс, де танцював шість років і став одним із найвідоміших головних танцівників трупи.
У 1969 році, у віці 27 років, Томассон брав участь у Першому міжнародному конкурсі артистів балету у Москві як представник США. Джером Роббінс дозволив йому виступити соло з «Dances at a Gathering». Виступ приніс Томассону срібну медаль; золотою — нагородили Михайла Баришнікова. Під час конкурсу балерина Майя Плісецька, яка була в журі, прошепотіла йому: «Я віддала тобі всі свої голоси».

### Нью-Йорк Сіті балет
Через рік Томассон приєднався до Нью-Йорк Сіті балет як головний танцюрист. Він танцював там протягом 15 років, отримавши всесвітнє визнання та виступаючи з багатьма провідними балеринами, зокрема Віолетт Верді, Патрісія Макбрайд і Гелсі Кіркланд. Про цей час Хельгі згадує: «Мешкаючи так довго у Нью-Йорку, я виріс із найкращими, і я був частиною того часу».
Засновники трупи балетмейстери Джордж Баланчин і Джером Роббінс створювали ролі спеціально для Томассона. Баланчин створив для нього чоловічу партію у дивертисменті з «Поцілунку феї» на музику Стравінського 1972 року. 42-річний Томассон виконав роль у своїй прощальній виставі на сцені Державного театру Нью-Йорка у січні 1985 року з балериною та давньою партнеркою Патрісією Макбрайд.
У рецензії «New York Times» на цей виступ: «Завдяки своїй видатній техніці й елегантності містер Томассон був втіленням класичного танцюриста. Як квінтесенція танцюриста Роббінса, він знав, як фільтрувати емоції крізь кришталево чисту класичну призму. Як модель танцюриста Баланчина, він дозволив Баланчину, який ніколи раніше не мав танцюристів рівня містера Томассона, продемонструвати свою власну хореографію для чоловіків у найбільш класичному її прояві».
У 1982 році, за підтримки Баланчина, Томассон поставив свій перший балет у Школі американського балету «Вступ, тема з варіаціями полонезу», тв. 65, який був дуже добре сприйнятий і підштовхнув його продовжувати займатися хореографією. У 1983 році його балет «Ізоліна» був прийнятий до репертуару Нью-Йорк Сіті балет.

### Художній керівник і головний хореограф Балету Сан-Франциско
Після звільнення з Нью-Йорк Сіті балет у 1985 році Томассон очолив Балет Сан-Франциско. За час роботи у трупі він поставив багато повнометражних балетів, зокрема «Лебедине озеро» у 1988 році, «Сплячу красуню» у 1990 році, «Ромео та Джульєтта» у 1994 році, "Жізель " у 1999 році, «Дон Кіхот» (у співавторстві з головним танцівником Юрієм Посоховим) у 2003 році, «Лускунчик» у 2004 році.
«Лускунчик» Томассона відомий як єдиний унікальний «Лускунчик» Сан-Франциско; дія відбувається у Сан-Франциско під час Панамо-Тихоокеанської Міжнародної виставки 1915 року. Лавреати премії Тоні дизайнери Майкл Їрган і Мартін Пакледіназ розробили декорації та костюми відповідно. Після прем'єри «New York Times» назвала «Лускунчика» Томассона «разючим, елегантним і красивим».
У 1995 році Томассон задумав міжнародний фестиваль «UNited We Dance», щоб відзначити 50-ту річницю підписання Статуту ООН. Під час цієї події дванадцять балетних труп з усього світу приєдналися до балету Сан-Франциско, щоб представити світові прем'єри протягом двох тижнів.
У 2010 році відбулася святкова прем'єра балету, «Silver Celebration», присвячена 25-річчю Томассона як художнього керівника балету Сан-Франциско.
У 2012 році Хельгі Томассон отримав премію «Танець/США», якою визнають внесок окремих людей у розвиток танцю у США та роль, яку вони відіграють у Національній танцювальній спільноті.
У січні 2021 року повідомлялось, що наступного року Томассон піде з Балету Сан-Франциско.

## Особисте життя
Томассон живе у Сан-Франциско зі своєю дружиною Марлен, яка була танцівницею Балету Джоффрі, коли вони познайомилися. У них двоє синів. Пара володіє виноградником і котеджем у винній країні Каліфорнії (Напа-Веллі), ремонтом якого вони займалися протягом десяти років.

## Нагороди та відзнаки
- 1989: Премія Айседори Дункан.
- 1990: Командор Ордена Сокола, Ісландія.
- 1991: Нагорода видатного громадянина, Клуб Співдружності Каліфорнії.
- 1991: Премія «Золота тарілка», Американська академія досягнень.
- 1992: премія «Dance Magazine».
- 1995: Культурна премія Американо-скандинавського фонду.
- 1996: Почесний доктор гуманітарних наук, honoris causa, Домініканський коледж.
- 2001: присвоєно звання офіцера французького Ордена мистецтв і літератури .
- 2002: Почесний докторський ступінь, Джульярдська школа.
- 2007: Нагороджений Великою зіркою хреста Ордена Сокола.
- 2012: Танець/США[12].

## Репертуар

### Балети, поставлені для Балету Сан-Франциско
Томассон — плідний балетмейстер, створив понад 40 балетів для Балету Сан-Франциско та інших провідних компаній у всьому світі.
- Trio (2011)
- Swan Lake (2009)
- On a Theme of Paganini (2008)
- On Common Ground (2007)
- Blue Rose (2006)
- The Fifth Season (2006)
- Bagatelles (2005)
- Nutcracker (2004)
- 7 for Eight (2004)
- Don Quixote (2003)
- Concerto Grosso (2003)
- Chi-Lin (2002)
- Bartok Divertimento (2002)
- Chaconne for Piano and Two Dancers (1999)
- Giselle (1999)
- Silver Ladders (1998)
- Two Bits (1998)
- Twilight (1998)
- Criss-Cross (1997)
- Pandora Dance (1997)
- Soirées Musicales (1996)
- Tuning Game (1995)
- Sonata (1995)
- When We No Longer Touch (1995)
- Quartette (1994)
- Romeo & Juliet (1994)
- Nanna's Lied (1993)
- Le Quattro Stagioni (The Four Seasons) (1992)
- Forevermore (1992)
- Two Plus Two (1992)
- Aurora Polaris (1991)
- Meistens Mozart (1991)
- «Haffner» Symphony (1991)
- The Sleeping Beauty (1990)
- Con Brio (1990)
- Valses Poeticos (1990)
- Handel—a Celebration (1989)
- Swan Lake (1988)
- Intimate Voices (1987)
- Bizet pas de deux (1987)
- Concerto in d: Poulenc (1986)
- Confidencias (1986)

### Балети для інших труп
- Prism (2000), хореографія для весняного сезону New York City Ballet
- «Багато шуму…» (1999), хореографія Альбертського балету
- Ballet d'Isoline (1983), хореографія Школи американського балету
- Джуліані: Варіації на тему, хореографія для школи американського балету
- Menuetto, спочатку хореографія для Нью-Йорк Сіті балет, прем'єра під час літньої сесії 1984 року в Центрі виконавських мистецтв Саратога
- Contredanses (1984), хореографія для Камерного балету Фініса Джунга США
- Beads of Memory (1985), спочатку хореографія для Г'юстонського балету